# Guatteria novogranatensis
Guatteria novogranatensis este o specie de plante angiosperme din genul Guatteria, familia Annonaceae, descrisă de Robert Elias Fries. Conform Catalogue of Life specia Guatteria novogranatensis nu are subspecii cunoscute.